# Codici nazionali del Comitato Olimpico Internazionale

La bandiera olimpica

Il Comitato Olimpico Internazionale (CIO) assegna dei codici nazionali a tre lettere a tutti i Comitati olimpici nazionali e ad altre delegazioni sportive che competono nei Giochi olimpici. Per ragioni storiche, molti di questi codici sono differenti dai codici dello standard ISO 3166-1 (vedi il confronto dei codici paese usati da CIO, FIFA e ISO 3166).

## Storia
Questi codici furono usati per la prima volta, ufficiosamente, nel programma quotidiano delle Olimpiadi estive del 1952 ad Helsinki. Questi non sono sempre stati codici di tre lettere (ce ne sono stati con quattro, come USSR o CHIN, o solo due come SF per Finlandia, o con trattini come G-B o T-S). Questo uso divenne sistematico solo a Roma nel 1960 dove i codici utilizzavano le prime tre lettere del nome della nazione in francese o in italiano (GIA per il Giappone), ma fu solo ai Giochi di Montréal del 1976 che i codici furono standardizzati.
Poiché il francese è la prima lingua di riferimento del CIO, seguito dall'inglese e dalla lingua del paese ospitante quando necessario, la maggior parte dei codici CIO ha origine dal francese o dall'inglese.

## Codici attuali
Ci sono 206 Comitati olimpici nazionali (NOC) dal 2016 all'interno del Movimento olimpico. Le tabelle seguenti mostrano il codice attualmente utilizzato per ciascun NOC e tutti i codici diversi utilizzati nei giochi precedenti, secondo i rapporti ufficiali di quei giochi. Alcuni degli usi passati del codice sono ulteriormente spiegati nelle sezioni che seguono.
L’anno del primo uso indicato non è quello effettivo (indicato solo dal 1952-1960 in poi nei programmi) ma quello della prima partecipazione effettiva ai giochi olimpici. Inoltre la nazionalità sportiva non era considerata come cittadinanza, soprattutto nelle prime edizioni delle olimpiadi (casi della Boemia in Austria-Ungheria, dei "zulu" britannici del Sudafrica, dei coreani in Giappone, degli estoni o finlandesi dell’Impero russo, degli armeni o dei greci dell’Impero ottomano, delle Antille olandesi, degli irlandesi del Nord, ecc.). Il maratoneta Bob Fowler prese il via della gara di Saint Louis essendo ancora cittadino della colonia che diverrà dopo il Dominion di Terranova: ottenne la cittadinanza statunitense soltanto nel 1907.
| Codice | Designazione CIO (tradotta it:)          | Nazione                          | Primo uso | Note |
| ------ | ---------------------------------------- | -------------------------------- | --------- | --- |
| AFG    | Afghanistan                              | Afghanistan                      | 1936      | |
| ALB    | Albania                                  | Albania                          | 1972      | |
| ALG    | Algeria                                  | Algeria                          | 1964      | Codice ISO: DZA |
| AND    | Andorra                                  | Andorra                          | 1976      | |
| ANG    | Angola                                   | Angola                           | 1980      | Codice ISO: AGO |
| ANT    | Antigua e Barbuda                        | Antigua e Barbuda                | 1976      | Prima dell'indipendenza di Antigua e Barbuda nel 1981, lo Stato associato di Antigua ha partecipato come “Antigua” nel 1976; Codice ISO e FIFA: ATG |
| ARG    | Argentina                                | Argentina                        | 1900      | |
| ARM    | Armenia                                  | Armenia                          | 1994      | Parte dell’Impero ottomano TUR fino al 1922 che selezionò armeni; Parte di RUS 1900-1912; parte di URS 1924-1988; parte di EUN 1992 |
| ARU    | Aruba                                    | Aruba                            | 1988      | Parte delle Antille Olandesi AHO fino al 1984; Codice ISO: ABW |
| ASA    | Samoa Americane                          | Samoa Americane                  | 1988      | Codice ISO: ASM |
| AUS    | Australia                                | Australia                        | 1896      | Come 6 diverse colonie britanniche fino al 1901; Parte di Australasia ANZ 1908-1912 con la Nuova Zelanda |
| AUT    | Austria                                  | Austria                          | 1896      | Gli atleti di Austria (estesa alla Cisleitania) e Ungheria, nazioni allora unite nell'Impero austro-ungarico, si presentarono separatamente (e così fu anche nelle edizioni successive fino allo scoppio della Prima guerra mondiale), così come quelli della Boemia nel 1900. L’Austria fu esclusa dei Giochi olimpici del 1920. |
| AZE    | Azerbaigian                              | Azerbaigian                      | 1996      | Parte di RUS 1900-1912; parte di URS 1924-1988; parte di EUN 1992 |
| BAH    | Bahamas                                  | Bahamas                          | 1952      | Come colonia britannica fino al 1973; Codice ISO: BHS |
| BAN    | Bangladesh                               | Bangladesh                       | 1984      | Codice ISO: BGD |
| BAR    | Barbados                                 | Barbados                         | 1968      | Parte della Federazione delle Indie Occidentali BWI 1960; Codice ISO e FIFA: BRB |
| BDI    | Burundi                                  | Burundi                          | 1996      | |
| BEL    | Belgio                                   | Belgio                           | 1900      | |
| BEN    | Benin                                    | Benin                            | 1972      | Come "Dahomey" DAH 1972 |
| BER    | Bermuda                                  | Bermuda                          | 1936      | Codice ISO: BMU |
| BHU    | Bhutan                                   | Bhutan                           | 1984      | Codice ISO: BTN |
| BIH    | Bosnia ed Erzegovina                     | Bosnia ed Erzegovina             | 1992      | Parte di YUG 1912-1988 |
| BIZ    | Belize                                   | Belize                           | 1968      | Come Honduras Britannico HBR fino al 1981. Codice ISO e FIFA: BLZ |
| BLR    | Bielorussia                              | Bielorussia                      | 1994      | Parte di RUS 1900-1912; parte di URS 1924-1988; parte di EUN 1992 |
| BOL    | Bolivia                                  | Bolivia                          | 1936      | |
| BOT    | Botswana                                 | Botswana                         | 1980      | Codice ISO: BWA |
| BRA    | Brasile                                  | Brasile                          | 1920      | Nel 1900, partecipazione dubbia |
| BRN    | Bahrain                                  | Bahrein                          | 1984      | Codice ISO: BHR |
| BRU    | Brunei Darussalam                        | Brunei                           | 1988      | Codice ISO: BRN |
| BUL    | Bulgaria                                 | Bulgaria                         | 1896      | Partecipazione dubbia nel 1896; Codice ISO: BGR |
| BUR    | Burkina Faso                             | Burkina Faso                     | 1972      | Come Alto Volta VOL nel 1972; Codice ISO e FIFA: BFA |
| CAF    | Repubblica Centrafricana                 | Rep. Centrafricana               | 1968      | Codice FIFA: CTA |
| CAM    | Cambogia                                 | Cambogia                         | 1956      | Come Repubblica Khmer nel 1972; Codice ISO: KHM |
| CAN    | Canada                                   | Canada                           | 1900      | Dominion del Canada fino allo Statuto di Westminster del 1931 |
| CAY    | Isole Cayman                             | Isole Cayman                     | 1976      | Codice ISO: CYM |
| CGO    | Congo                                    | Rep. del Congo                   | 1964      | Codice ISO: COG |
| CHA    | Ciad                                     | Ciad                             | 1964      | Codice ISO: TCD |
| CHI    | Cile                                     | Cile                             | 1896      | Codice ISO: CHL |
| CHN    | Repubblica Popolare Cinese               | Cina                             | 1952      | Repubblica di Cina come "Cina" 1932-1956; l'uso attuale è iniziato nel 1984, la Repubblica Popolare Cinese boicottando il movimento olimpico dal 1952 al 1984, finché non si risolse il nome di Taipei cinese |
| CIV    | Costa d'Avorio                           | Costa d'Avorio                   | 1964      | |
| CMR    | Camerun                                  | Camerun                          | 1964      | |
| COD    | Repubblica Democratica del Congo         | RD del Congo                     | 1968      | Come "Congo Kinshasa" nel 1968; come Zaire ZAI dal 1971 al 1996 |
| COK    | Isole Cook                               | Isole Cook                       | 1988      | |
| COL    | Colombia                                 | Colombia                         | 1932      | |
| COM    | Comore                                   | Comore                           | 1996      | |
| CPV    | Capo Verde                               | Capo Verde                       | 1996      | |
| CRC    | Costa Rica                               | Costa Rica                       | 1936      | Codice ISO: CRI |
| CRO    | Croazia                                  | Croazia                          | 1992      | Parte delle Terre della Corona di Santo Stefano del Regno d’Ungheria fino al 1918, un croato austro-ungarico partecipò nel 1900; Parte di YUG 1912-1988; Codice ISO: HRV |
| CUB    | Cuba                                     | Cuba                             | 1900      | Come Protettorato americano di Cuba nel 1900 |
| CYP    | Cipro                                    | Cipro                            | 1980      | Come Eyalet di Cipro (formalmente Cipro britannica) in quanto Grecia GRE nel 1896 ed edizioni seguenti. Gli atleti ciprioti fino al 1983 hanno continuato a far parte delle federazioni sportive greche come la SEGAS, la storica federazione multisportiva greca, fondata dal 1897. |
| CZE    | Repubblica Ceca                          | Rep. Ceca                        | 1994      | Come Boemia BOH 1900-1912; parte di Cecoslovacchia TCH 1920-1992 |
| DEN    | Danimarca                                | Danimarca                        | 1896      | Codice ISO: DNK |
| DJI    | Gibuti                                   | Gibuti                           | 1984      | |
| DMA    | Dominica                                 | Dominica                         | 1996      | |
| DOM    | Repubblica Dominicana                    | Rep. Dominicana                  | 1964      | |
| ECU    | Ecuador                                  | Ecuador                          | 1924      | |
| EGY    | Egitto                                   | Egitto                           | 1912      | Come Repubblica Araba Unita RAU 1960-1968 |
| ERI    | Eritrea                                  | Eritrea                          | 2000      | |
| ESA    | El Salvador                              | El Salvador                      | 1968      | Codice ISO e FIFA: SLV |
| ESP    | Spagna                                   | Spagna                           | 1900      | |
| EST    | Estonia                                  | Estonia                          | 1924      | Parte di RUS 1900-1912; parte di URS 1948-1988 |
| ETH    | Etiopia                                  | Etiopia                          | 1956      | |
| FIJ    | Figi                                     | Figi                             | 1956      | Codice ISO: FJI |
| FIN    | Finlandia                                | Finlandia                        | 1908      | Come Granducato di Finlandia parte dell’Impero russo (fino al 1917). Già nel dicembre 1907 è creato il Comitato Olimpico Finlandese che aveva già inviato una squadra ai Giochi olimpici intermedi del 1906, prima della sua stessa costituzione formale. Il codice usato era SF prima di adottare quello attuale FIN nel 1960 (dall’italiano e dal francese) |
| FRA    | Francia                                  | Francia                          | 1896      | |
| FSM    | Stati Federati di Micronesia             | Micronesia                       | 2000      | |
| GAB    | Gabon                                    | Gabon                            | 1972      | |
| GAM    | Gambia                                   | Gambia                           | 1984      | Codice ISO: GMB |
| GBR    | Gran Bretagna                            | Regno Unito                      | 1896      | Come "Gran Bretagna e Irlanda" 1896-1924; l'uso attuale iniziò nel 1928, includendo l’Irlanda del Nord |
| GBS    | Guinea-Bissau                            | Guinea-Bissau                    | 1996      | Codice ISO e FIFA: GNB |
| GEO    | Georgia                                  | Georgia                          | 1996      | Parte di RUS 1900-1912; parte di URS 1924-1988; parte di EUN 1992 |
| GEQ    | Guinea Equatoriale                       | Guinea Equatoriale               | 1984      | Codice ISO: GNQ; Codice FIFA: EQG |
| GER    | Germania                                 | Germania                         | 1896      | Codice usato per la Germania Ovest nel 1952 con anche il Protettorato della Saar SAA con una squadra a sé; 1956–1964: Partecipazione di una squadra tutta tedesca EUA formata da atleti dei due stati tedeschi; 1968–1988: Partecipazione della Repubblica Federale Tedesca FRG e della Repubblica Democratica Tedesca (RDT o DDR) GDR, ciascuna con le proprie squadre. Dopo la riunificazione nel 1990, una squadra tedesca ricominciò come Germania GER nel 1992; La Germania fu esclusa dai Giochi olimpici del 1920, 1924 e 1948. Codice ISO: DEU |
| GHA    | Ghana                                    | Ghana                            | 1952      | Come Costa d’Oro nel 1952 |
| GRE    | Grecia                                   | Grecia                           | 1896      | Codice ISO: GRC |
| GRN    | Grenada                                  | Grenada                          | 1984      | Codice ISO: GRD |
| GUA    | Guatemala                                | Guatemala                        | 1952      | Codice ISO: GTM |
| GUI    | Guinea                                   | Guinea                           | 1968      | Codice ISO: GIN |
| GUM    | Guam                                     | Guam                             | 1988      | |
| GUY    | Guyana                                   | Guyana                           | 1948      | Come Guyana britannica GUI dal 1948, Codice riassegnato alla Guinea nel 1968 |
| HAI    | Haiti                                    | Haiti                            | 1924      | Codice ISO: HTI |
| HKG    | Hong Kong, Cina                          | Hong Kong                        | 1952      | Designata "Hong Kong" 1952-1996; uso attuale dal 2000 |
| HON    | Honduras                                 | Honduras                         | 1968      | Codice ISO: HND |
| HUN    | Ungheria                                 | Ungheria                         | 1896      | Inizialmente come estesa alle Terre della Corona di Santo Stefano del Regno d’Ungheria fino al 1918 |
| INA    | Indonesia                                | Indonesia                        | 1956      | Come Indie olandesi IHO 1952; Codice ISO e FIFA: IDN 1952; L'Indonesia divenne indipendente dai Paesi Bassi nel 1949, ma esisteva ancora un'Unione olandese-indonesiana fino al 1954 - da allora il paese è nato come Indonesia; nel 1952 INS (1960 S) / IHO (1952 S) - partecipazione come Indie orientali olandesi |
| IND    | India                                    | India                            | 1900      | |
| IRI    | Iran                                     | Iran                             | 1948      | Codice ISO e FIFA: IRN |
| IRL    | Irlanda                                  | Irlanda                          | 1924      | Inizialmente come Irlanda e non come Stato Libero d'Irlanda, comprendendo dunque anche degli atleti dell’Irlanda del Nord. |
| IRQ    | Iraq                                     | Iraq                             | 1948      | |
| ISL    | Islanda                                  | Islanda                          | 1908      | |
| ISR    | Israele                                  | Israele                          | 1952      | |
| ISV    | Isole Vergini, US                        | Isole Vergini Americane          | 1968      | Il nome ufficiale è "Virgin Islands, US", senza American, Codice ISO e FIFA: VIR |
| ITA    | Italia                                   | Italia                           | 1896      | |
| IVB    | Isole Vergini Britanniche                | Isole Vergini Britanniche        | 1984      | Parte di BWI 1960; Codice ISO e FIFA: VGB |
| JAM    | Giamaica                                 | Giamaica                         | 1948      | Parte di BWI 1960 |
| JOR    | Giordania                                | Giordania                        | 1968      | |
| JPN    | Giappone                                 | Giappone                         | 1912      | |
| KAZ    | Kazakistan                               | Kazakistan                       | 1996      | Parte di RUS 1900-1912; parte di URS 1924-1988; parte di EUN 1992 |
| KEN    | Kenya                                    | Kenya                            | 1956      | |
| KGZ    | Kirghizistan                             | Kirghizistan                     | 1996      | Parte di RUS 1900-1912; parte di URS 1924-1988; parte di EUN 1992 |
| KIR    | Kiribati                                 | Kiribati                         | 2004      | |
| KOR    | Corea                                    | Corea del Sud                    | 1948      | |
| KOS    | Kosovo                                   | Kosovo                           | 2016      | Parte di YUG, SCG e SRB prima del 2016; Codice ISO: Kos |
| KSA    | Arabia Saudita                           | Arabia Saudita                   | 1972      | Codice ISO: SAU |
| KUW    | Kuwait                                   | Kuwait                           | 1968      | Codice ISO: KWT |
| LAO    | Repubblica Democratica Popolare Lao      | Laos                             | 1980      | |
| LAT    | Lettonia                                 | Lettonia                         | 1924      | Parte di RUS 1900-1912; parte di URS 1948-1988; Codice ISO e FIFA: LVA |
| LBA    | Libia                                    | Libia                            | 1964      | Codice ISO e FIFA: LBY |
| LBR    | Liberia                                  | Liberia                          | 1956      | |
| LCA    | Santa Lucia                              | Saint Lucia                      | 1996      | |
| LES    | Lesotho                                  | Lesotho                          | 1972      | Codice ISO: LSO |
| LBN    | Libano                                   | Libano                           | 1948      | Codice ISO: LBN |
| LIE    | Liechtenstein                            | Liechtenstein                    | 1936      | |
| LTU    | Lituania                                 | Lituania                         | 1924      | Parte di RUS 1900-1912; parte di URS 1948-1988 |
| LUX    | Lussemburgo                              | Lussemburgo                      | 1908      | |
| MAD    | Madagascar                               | Madagascar                       | 1964      | Codice ISO: MDG |
| MAR    | Marocco                                  | Marocco                          | 1960      | |
| MAS    | Malaysia                                 | Malaysia                         | 1956      | Come Federazione della Malesia MAL 1956-1960. Con Singapore nel 1964; Codice ISO: MYS |
| MAW    | Malawi                                   | Malawi                           | 1972      | Codice ISO e FIFA: MWI |
| MDA    | Moldavia                                 | Moldavia                         | 1994      | Parte di RUS 1900-1912; parte di URS 1924-1988; parte di EUN 1992 |
| MDV    | Maldive                                  | Maldive                          | 1988      | |
| MEX    | Messico                                  | Messico                          | 1924      | |
| MGL    | Mongolia                                 | Mongolia                         | 1964      | Codice ISO: MNG |
| MHL    | Isole Marshall                           | Isole Marshall                   | 2008      | |
| MKD    | Macedonia del Nord                       | Macedonia del Nord               | 1992      | Parte di YUG 1912-1988; Come Repubblica di Macedonia o Repubblica ex-jugoslava di Macedonia (FYROM) fino al 2019 |
| MLI    | Mali                                     | Mali                             | 1964      | |
| MLT    | Malta                                    | Malta                            | 1928      | |
| MNE    | Montenegro                               | Montenegro                       | 2008      | Parte di YUG 1920-1988; partecipazione individuale come IOP 1992; parte di YUG (Yugoslavia) 1996-2002; parte di SCG (Serbia e Montenegro) 2004-2006 |
| MON    | Monaco                                   | Monaco                           | 1920      | Codice ISO: MCO |
| MOZ    | Mozambico                                | Mozambico                        | 1980      | |
| MRI    | Mauritius                                | Mauritius                        | 1984      | Codice ISO: MUS |
| MTN    | Mauritania                               | Mauritania                       | 1984      | Codice ISO: MRT |
| MYA    | Myanmar                                  | Birmania                         | 1996      | Come Birmania BIR 1948-1988; Codice ISO: MMR |
| NAM    | Namibia                                  | Namibia                          | 1992      | |
| NCA    | Nicaragua                                | Nicaragua                        | 1968      | Codice ISO: NIC |
| NED    | Paesi Bassi                              | Paesi Bassi                      | 1900      | Come Olanda HOL 1900-1988; Codice ISO: NLD |
| NEP    | Nepal                                    | Nepal                            | 1964      | Codice ISO: NPL |
| NGR    | Nigeria                                  | Nigeria                          | 1952      | Codice ISO: NGA |
| NIG    | Niger                                    | Niger                            | 1968      | Codice ISO: NER |
| NOR    | Norvegia                                 | Norvegia                         | 1900      | |
| NRU    | Nauru                                    | Nauru                            | 1996      | |
| NZL    | Nuova Zelanda                            | Nuova Zelanda                    | 1920      | Parte dell’Australasia ANZ 1908-1912; il Comitato Olimpico della Nuova Zelanda rivendica che il campione olimpico Victor Lindberg, nato nelle Figi, fosse neozelandese nel 1900 |
| OMA    | Oman                                     | Oman                             | 1984      | Codice ISO: OMN |
| PAK    | Pakistan                                 | Pakistan                         | 1948      | |
| PAN    | Panama                                   | Panama                           | 1928      | |
| PAR    | Paraguay                                 | Paraguay                         | 1964      | Codice ISO: PRY |
| PER    | Perù                                     | Perù                             | 1936      | |
| PHI    | Filippine                                | Filippine                        | 1924      | Codice ISO: PHL |
| PLE    | Palestina                                | Palestina                        | 1996      | Codice ISO: PSE; Codice FIFA: PLE |
| PLW    | Palau                                    | Palau                            | 2000      | |
| PNG    | Papua Nuova Guinea                       | Papua Nuova Guinea               | 1976      | |
| POL    | Polonia                                  | Polonia                          | 1924      | |
| POR    | Portogallo                               | Portogallo                       | 1912      | Codice ISO: PRT |
| PRK    | Repubblica Democratica Popolare di Corea | Corea del Nord                   | 1972      | |
| PUR    | Porto Rico                               | Porto Rico                       | 1948      | Codice ISO: PRI |
| QAT    | Qatar                                    | Qatar                            | 1984      | |
| ROU    | Romania                                  | Romania                          | 1924      | ROM 1956-1960 e 1972-2006, RUM 1964-1968; Codice ISO: ROU |
| RSA    | Sudafrica                                | Sudafrica                        | 1904      | Come Unione del Sudafrica SAF 1904-1960; Codice ISO: ZAF; A Saint Louis 1904, non esisteva ancora una nazione sudafricana ma solo una squadra di figuranti Boer probabilmente della Colonia del Transvaal, il Comitato olimpico è creato nel 1907 per partecipare a Londra 1908; Il Sudafrica è escluso dai giochi dal 1964 al 1988 per causa apartheid. |
| RUS    | Russia                                   | Russia                           | 1900      | Designato a volte "RU1" per l'Impero russo 1900-1912; sostituito da URS 1952-1988; parte di EUN 1992; sospesa dopo 2016 |
| RWA    | Ruanda                                   | Ruanda                           | 1984      | |
| SAM    | Samoa                                    | Samoa                            | 1984      | Fino al 1996 come Samoa Occidentali; Codice ISO: WSM |
| SEN    | Senegal                                  | Senegal                          | 1964      | |
| SEY    | Seychelles                               | Seychelles                       | 1980      | Codice ISO: SYC |
| SGP    | Singapore                                | Singapore                        | 1948      | Parte della Federazione della Malaysia nel 1964; Codice ISO: SGP |
| SKN    | Saint Kitts e Nevis                      | Saint Kitts e Nevis              | 1996      | Codice ISO: KNA |
| SLE    | Sierra Leone                             | Sierra Leone                     | 1968      | |
| SLO    | Slovenia                                 | Slovenia                         | 1992      | Parte di YUG 1912-1988; Codice ISO: SVN |
| SMR    | San Marino                               | San Marino                       | 1960      | |
| SOL    | Isole Salomone                           | Isole Salomone                   | 1984      | Codice ISO: SLB |
| SOM    | Somalia                                  | Somalia                          | 1972      | |
| SRB    | Serbia                                   | Serbia                           | 1920      | Parte di YUG, come allora Regno dei Serbi, Croati e Sloveni 1920-1988; partecipazione individuale come IOP 1992; parte di YUG (Yugoslavia) 1996-2002; parte di SCG (Serbia e Montenegro) 2004-2006 |
| SRI    | Sri Lanka                                | Sri Lanka                        | 1948      | Come Ceylon fino al 1972; Codice ISO: LKA |
| SSD    | Sudan del Sud                            | Sudan del Sud                    | 2016      | Codice ISO: SSD |
| STP    | São Tomé e Príncipe                      | São Tomé e Príncipe              | 1996      | |
| SUD    | Sudan                                    | Sudan                            | 1960      | Codice ISO: SDN |
| SUI    | Svizzera                                 | Svizzera                         | 1900      | Codice ISO: CHE |
| SUR    | Suriname                                 | Suriname                         | 1968      | |
| SVK    | Slovacchia                               | Slovacchia                       | 1996      | Parte di TCH 1920-1992. Almeno un atleta slovacco faceva parte nel 1896 delle Terre della Corona di Santo Stefano del Regno d’Ungheria fino al 1918. |
| SWE    | Svezia                                   | Svezia                           | 1896      | Parte della Svezia-Norvegia nel 1896 |
| SWZ    | eSwatini                                 | eSwatini                         | 1972      | Come Swaziland fino al 2018 |
| SYR    | Repubblica Araba Siriana                 | Siria                            | 1948      | Nella Repubblica Araba Unita RAU nel 1960 |
| TAN    | Tanzania                                 | Tanzania                         | 1964      | Sebbene Tanganica e Zanzibar si fossero già unite per formare la Tanzania nell'aprile 1964, la nazione fu designata “Tanganyika” nel rapporto ufficiale dei Giochi del 1964. Codice ISO: TZA |
| TGA    | Tonga                                    | Tonga                            | 1984      | Codice ISO: TON |
| THA    | Thailandia                               | Thailandia                       | 1952      | |
| TJK    | Tagikistan                               | Tagikistan                       | 1996      | Parte di RUS 1900-1912; parte di URS 1924-1988; parte di EUN 1992 |
| TKM    | Turkmenistan                             | Turkmenistan                     | 1996      | Parte di RUS 1900-1912; parte di URS 1924-1988; parte di EUN 1992 |
| TLS    | Timor Est                                | Timor Est                        | 2004      | Singoli atleti di Timor Est gareggiarono sotto la bandiera olimpica alle Olimpiadi del 2000, durante il periodo di amministrazione transitoria delle Nazioni Unite. |
| TOG    | Togo                                     | Togo                             | 1972      | Codice ISO: TGO |
| TPE    | Taipei cinese                            | Taipei cinese Repubblica di Cina | 1956      | Come "Cina" CHN 1932-1956; come "Formosa" FOR e Taiwan TAI 1960-1964; come "Repubblica di Cina" ROC 1968-1972; uso attuale dal 1984; Codice ISO: TWN |
| TTO    | Trinidad e Tobago                        | Trinidad e Tobago                | 1948      | Come Federazione delle Indie Occidentali nel 1960; Codice ISO: TTO |
| TUN    | Tunisia                                  | Tunisia                          | 1960      | |
| TUR    | Turchia                                  | Turchia                          | 1908      | Come Impero ottomano fino al 1922. La partecipazione olimpica a 1908 resta dubbiosa e nel 1912 solo due atleti armeni partecipano. |
| TUV    | Tuvalu                                   | Tuvalu                           | 2008      | |
| UAE    | Emirati Arabi Uniti                      | Emirati Arabi Uniti              | 1984      | Codice ISO: ARE |
| UGA    | Uganda                                   | Uganda                           | 1956      | |
| UKR    | Ucraina                                  | Ucraina                          | 1994      | Parte di RUS 1900-1912; parte di URS 1924-1988; parte di EUN 1992 e parte di AUT come Cisleitania o delle Terre della Corona di Santo Stefano del Regno d’Ungheria fino al 1918 |
| URU    | Uruguay                                  | Uruguay                          | 1924      | Codice ISO: URY |
| USA    | Stati Uniti d'America                    | Stati Uniti                      | 1896      | |
| UZB    | Uzbekistan                               | Uzbekistan                       | 1994      | Parte di RUS 1900-1912; parte di URS 1924-1988; parte di EUN 1992 |
| VAN    | Vanuatu                                  | Vanuatu                          | 1988      | Codice ISO: VUT |
| VEN    | Venezuela                                | Venezuela                        | 1948      | |
| VIE    | Vietnam                                  | Vietnam                          | 1952      | Dal 1956 al 1972 solo Vietnam del Sud; Codice ISO: VNM |
| VIN    | Saint Vincent e Grenadine                | Saint Vincent e Grenadine        | 1988      | Codice ISO: VCT |
| YEM    | Yemen                                    | Yemen                            | 1992      | YAR e YMD riuniti nel 1990 |
| ZAM    | Zambia                                   | Zambia                           | 1968      | Parte di RHO 1928-1960; Lo Zambia ottenne l'indipendenza l'ultimo giorno dei Giochi del 1964, ma a quei Giochi aveva partecipato come Rhodesia del Nord (NRH) RHN 1964; Codice ISO: ZMB |
| ZIM    | Zimbabwe                                 | Zimbabwe                         | 1980      | Parte di RHO 1928-1960; RHS 1964; Codice ISO: ZWE |

## Codici speciali
- EOR per la squadra dei Rifugiati olimpici (Équipe olympique des réfugiés), ROT nel 2016 come Atleti Olimpici Rifugiati.
- IOA, Atleti Olimpici Indipendenti,  Atleti Olimpici Indipendenti nel 2012.
- OAR, Atleti Olimpici dalla Russia,  Atleti Olimpici dalla Russia nel 2018.
- ROC per la squadra del Comitato Olimpico Russo come sanzione.

## Codici storici

### Codici ancora in uso
Di seguito l'elenco dei codici ancora utilizzati nel database del CIO per l'indicazione degli atleti medagliati ai Giochi olimpici.
| Codice | Designazione CIO                   | Usato | Usato | Note |
| Codice | Designazione CIO                   | dal   | al    | Note |
| ------ | ---------------------------------- | ----- | ----- | --- |
| AHO    | Antille Olandesi                   | 1960  | 2010  | Codice ISO 3166-1 e FIFA: ANT |
| ANZ    | Australasia                        | 1908  | 1912  | Squadra combinata di Australia e Nuova Zelanda |
| BOH    | Boemia                             | 1900  | 1912  | Diventa la Cecoslovacchia nel 1918 |
| BWI    | Indie Occidentali Britanniche      | 1960  | 1960  | |
| COR    | Corea [unificata]                  | Corea | 2018  | |
| EUA    | Squadra Unificata Tedesca          | 1956  | 1964  | |
| EUN    | Squadra Unificata                  | 1992  | 1992  | Gli ex stati dell'Unione Sovietica, fuorché i Paesi baltici, parteciparono sotto la bandiera olimpica ai Giochi della XXV Olimpiade ed ai XVI Giochi olimpici invernali                                                                                                |
| FRG    | Germania Ovest                     | 1984  | 1988  | Codice ALL nel 1968 Olimpiadi invernali, Codice ALE nel 1968 Olimpiadi estive |
| GDR    | Germania Est                       | 1968  | 1988  | |
| IOA    | Atleti Olimpici Individuali        | 2000  | 2000  | Singoli atleti di Timor Est gareggiarono sotto la bandiera olimpica alle Olimpiadi del 2000, durante il periodo di amministrazione transitoria delle Nazioni Unite. Il codice è stato ripreso per i Giochi del 2012, a indicare però gli Atleti Olimpici Indipendenti. |
| IOP    | Partecipanti Olimpici Indipendenti | 1992  | 1992  | Singoli atleti della Jugoslavia gareggiarono sotto la bandiera olimpica alle Olimpiadi estive del 1992, quando la nazione era sotto embargo sportivo da parte delle Nazioni Unite                                                                                      |
| SCG    | Serbia e Montenegro                | 2004  | 2006  | Parte di YUG 1912-1988, partecipazione individuale come IOP nel 1992; ha gareggiato come YUG 1996-2000 |
| TCH    | Cecoslovacchia                     | 1920  | 1992  | |
| URS    | Unione Sovietica                   | 1956  | 1988  | Codice ISO 3166-1 alpha-3 transitorio SUN |
| YUG    | Jugoslavia                         | 1924  | 2000  | |
| ZZX    | Squadra Mista                      | 1896  | 1904  | Codice successivamente applicato a squadre di nazionalità mista |

### Codici obsoleti
| Codice | Designazione CIO               | Usato                 | Usato                 | Note                                        |
| Codice | Designazione CIO               | dal                   | al                    | Note                                        |
| ------ | ------------------------------ | --------------------- | --------------------- | ------------------------------------------- |
| BIR    | Birmania                       | 1948                  | 1992                  | Oggi MYA (Birmania) (Myanmar)               |
| CEY    | Ceylon                         | 1948                  | 1972                  | Oggi SRI (Sri Lanka)                        |
| DAH    | Dahomey                        | 1972                  | 1972                  | Oggi BEN (Benin)                            |
| HBR    | Honduras Britannico            | 1968                  | 1972                  | Oggi BIZ (Belize)                           |
| HOL    | Olanda                         | 1900                  | 1988                  | Cambiato in NED dal 1992                    |
| IHO    | Indie orientali olandesi       | 1934-1938             | 1934-1938             | Oggi INA (Indonesia)                        |
| KHM    | Repubblica Khmer               | 1972                  | 1972                  | Oggi CAM (Cambogia)                         |
| MAL    | Malesia                        | 1956                  | 1960                  | Oggi MAS (Malaysia)                         |
| NBO    | Borneo Settentrionale          | 1956                  | 1956                  | Oggi MAS (Malaysia)                         |
| NRH    | Rhodesia Settentrionale        | 1964                  | 1964                  | Oggi ZAM (Zambia)                           |
| RAU    | Repubblica Araba Unita         | 1960                  | 1960                  | Oggi EGY (Egitto) e SYR (Siria)             |
| RHO    | Rhodesia                       | 1960                  | 1972                  | Oggi ZIM (Zimbabwe)                         |
| RHN    | Rhodesia Settentrionale        | 1964                  | 1964                  | Oggi ZAM (Zambia)                           |
| RHS    | Rhodesia Meridionale           | 1964                  | 1964                  | Oggi ZAM (Zambia)                           |
| ROC    | Repubblica di Cina             | 1932                  | 1976                  | Oggi TPE (Cina Taipei)                      |
| ROM    | Romania                        | 1956-1960 e 1972-2006 | 1956-1960 e 1972-2006 | Oggi ROU                                    |
| RUM    | Romania                        | 1964                  | 1968                  | Oggi ROU                                    |
| SAA    | Saar                           | 1952                  | 1952                  |                                             |
| SAF    | Sudafrica                      | 1904                  | 1960                  | Cambiato in RSA nel 1992                    |
| UAR    | Repubblica Araba Unita         | 1964                  | 1964                  | Oggi EGY (Egitto)                           |
| VOL    | Alto Volta                     | 1972                  | 1984                  | Oggi BUR (Burkina Faso)                     |
| YAR    | Repubblica Araba dello Yemen   | 1984                  | 1988                  | Oggi YEM (Yemen)                            |
| YMD    | Rep. Dem. Popolare dello Yemen | 1988                  | 1988                  | Oggi YEM (Yemen)                            |
| ZAI    | Zaire                          | 1968                  | 1996                  | Oggi COD (Repubblica Democratica del Congo) |

Si sono verificate altre modifiche significative al codice, entrambe a causa di un cambiamento nella designazione della nazione utilizzata dal CIO:
- HOL è stato cambiato in NED per i Paesi Bassi per i Giochi del 1992, riflettendo il cambio di designazione dall'Olanda.
- SAU è stato cambiato in KSA per l’Arabia Saudita.
- IRN è stato cambiato in IRI per l'Iran per i Giochi del 1992, riflettendo il cambio di designazione in Repubblica islamica dell'Iran.
- VNM è stato cambiato in VIE alla fine della guerra del Vietnam (è stato usato tra il 1952 e il 1976).
- WSM è stato cambiato in SAM per le Samoa, non più Samoa occidentali.
- GCO Costa d’Oro (Gold Coast) era il nome del Ghana nel 1952.